# Oryctes congonis
Oryctes congonis är en skalbaggsart som beskrevs av S. Endrödi 1969. Oryctes congonis ingår i släktet Oryctes och familjen Dynastidae. Inga underarter finns listade i Catalogue of Life.